# 美容タバコ
美容タバコ（びようたばこ）は、ニコチン・タール他の有害物質を一切使用しない喫煙具型。別名「吸う美容液」。火を使うタイプと電子タイプの2種類がある。本物のタバコが吸えない程の非喫煙者でもこの方法により、美と喫煙を両立するスキルを身に付ける事が可能であり、喫煙しても美肌を維持出来る。

## 主な種類
- ビタミンタバコ[1][2]。

## 主な使用目的
- 映画・テレビドラマ・舞台公演他での喫煙シーンにより、本物のタバコが吸えない程の非喫煙者[注 1]、やむを得ない事情により20歳未満[注 2]である役者が喫煙を演じる場合。
- 以前までは本物のタバコが吸える程の喫煙者だったが、健康上の理由でニコチン依存症から抜け出したい場合。